# Tyrone Mings
Tyrone Deon Mings (Bath, 13 marzo 1993) è un calciatore inglese di origine barbadiana, difensore e vice-capitano dell'Aston Villa. Con la nazionale inglese è stato vicecampione d'Europa nel 2021.

## Biografia
Mings è nato a Bath, da padre di origini barbadiane e da madre inglese.

## Caratteristiche tecniche
È un difensore centrale, che può essere impiegato anche come terzino. Mancino di piede, è forte fisicamente, e si dimostra abile nelle chiusure difensive oltre che nel gioco aereo è per questo viene chiamato “meteorite”.

## Carriera

### Club
Cresce calcisticamente nel settore giovanile del Southampton dove resta per otto anni; passa poi a giocare per due anni nelle giovanili del Bristol Rovers. Nell'estate 2012 si accasa al Chippenham Town, club di Southern Football League dove gioca 10 partite. Nel dicembre 2012, firma per l'Ipswich Town, con cui il 4 maggio 2013 fa il suo debutto da professionista, giocando nell'ultima partita stagionale di campionato persa per 2-0 in trasferta contro il Burnley. Il 24 febbraio 2015 ha segnato la sua prima rete con la maglia dell'Ipswich nella vittoria interna per 4-2 contro il Birmingham City. Colleziona globalmente in tre stagioni con i Tractor Boys 63 presenze segnando una rete.
Il 26 giugno del 2015 viene ingaggiato dal Bournemouth club neopromosso in Premier League per 11 milioni di euro, con cui firma un contratto quadriennale. Due mesi più tardi fa il suo esordio in Premier nella partita interna pareggiata 1-1 contro il Leicester, durante la quale riporta un serio infortunio al ginocchio con la rottura dei legamenti, restando così fuori dal terreno di gioco per circa un anno. Torna in campo il 13 dicembre del 2016, dopo oltre un anno dalla sua assenza proprio contro il Leicester.
Il 31 gennaio 2019 passa in prestito per sei mesi all'Aston Villa, segna la sua prima rete con la maglia dei Villans l'8 febbraio successivo, nel pareggio in rimonta da 0-3 a 3-3 in casa contro lo Sheffield United. Con il suo nuovo club, riesce poi a fine stagione, ad approdare in Premier League tramite i play-off. L'8 luglio del 2019 viene acquistato dalla società di Birmingham per circa 25 milioni di euro.

### Nazionale
Il 14 ottobre 2019, debutta nella nazionale inglese, giocando come titolare, nella partita vinta per 0-6 in trasferta allo Stadio nazionale Vasil Levski contro la Bulgaria, valevole per le qualificazioni al campionato d'Europa 2020. Durante la partita è stato vittima, assieme a Raheem Sterling e Marcus Rashford, di insulti ed ululati razzisti, provenienti militanti di estrema destra della tifoseria di casa.
Il 15 novembre 2021 realizza il suo primo gol in nazionale maggiore nel successo per 0-10 in casa di San Marino.

## Statistiche

### Presenze e reti nei club
Statistiche aggiornate al 10 luglio 2025
| Stagione            | Squadra             | Campionato          | Campionato | Campionato | Coppe nazionali | Coppe nazionali | Coppe nazionali | Coppe continentali | Coppe continentali | Coppe continentali | Altre coppe | Altre coppe | Altre coppe | Totale | Totale | Totale |
| Stagione            | Squadra             | Comp                | Pres       | Reti       | Comp            | Pres            | Reti            | Comp               | Pres               | Reti               | Comp        | Pres        | Reti        | Pres   | Reti   |        |
| ------------------- | ------------------- | ------------------- | ---------- | ---------- | --------------- | --------------- | --------------- | ------------------ | ------------------ | ------------------ | ----------- | ----------- | ----------- | ------ | ------ | ------ |
| 2012                | Chippenham Town     | SL                  | 10         | 0          | CdL             | 1               | 0               | -                  | -                  | -                  | FT          | 2           | 0           | 13     | 0      |        |
| dic. 2012-2013      | Ipswich Town        | FLC                 | 1          | 0          | FACup+CdL       | 0+0             | 0               | -                  | -                  | -                  | -           | -           | -           | 1      | 0      |        |
| 2013-2014           | Ipswich Town        | FLC                 | 16         | 0          | FACup+CdL       | 2+0             | 0               | -                  | -                  | -                  | -           | -           | -           | 18     | 0      |        |
| 2014-2015           | Ipswich Town        | FLC                 | 40+2       | 1+0        | FACup+CdL       | 2+0             | 0               | -                  | -                  | -                  | -           | -           | -           | 44     | 1      |        |
| Totale Ipswich Town | Totale Ipswich Town | Totale Ipswich Town | 59         | 1          |                 | 4               | 0               |                    | -                  | -                  |             | -           | -           | 63     | 1      |        |
| 2015-2016           | Bournemouth         | PL                  | 1          | 0          | FACup+CdL       | 0+1             | 0               | -                  | -                  | -                  | -           | -           | -           | 2      | 0      |        |
| 2016-2017           | Bournemouth         | PL                  | 7          | 0          | FACup+CdL       | 1+1             | 0               | -                  | -                  | -                  | -           | -           | -           | 9      | 0      |        |
| 2017-2018           | Bournemouth         | PL                  | 4          | 0          | FACup+CdL       | 0+1             | 0               | -                  | -                  | -                  | -           | -           | -           | 5      | 0      |        |
| 2018-gen. 2019      | Bournemouth         | PL                  | 5          | 0          | FACup+CdL       | 0+2             | 0               | -                  | -                  | -                  | -           | -           | -           | 7      | 0      |        |
| Totale Bournemouth  | Totale Bournemouth  | Totale Bournemouth  | 17         | 0          |                 | 6               | 0               |                    | -                  | -                  |             | -           | -           | 23     | 0      |        |
| gen.-giu. 2019      | Aston Villa         | FLC                 | 15+3       | 2+0        | FACup+CdL       | 0+0             | 0               | -                  | -                  | -                  | -           | -           | -           | 18     | 2      |        |
| 2019-2020           | Aston Villa         | PL                  | 33         | 2          | FACup+CdL       | 0+3             | 0               | -                  | -                  | -                  | -           | -           | -           | 36     | 2      |        |
| 2020-2021           | Aston Villa         | PL                  | 36         | 2          | FACup+CdL       | 0+1             | 0               | -                  | -                  | -                  | -           | -           | -           | 37     | 2      |        |
| 2021-2022           | Aston Villa         | PL                  | 31         | 1          | FACup+CdL       | 0+1             | 0               | -                  | -                  | -                  | -           | -           | -           | 32     | 1      |        |
| 2022-2023           | Aston Villa         | PL                  | 35         | 1          | FACup+CdL       | 0+2             | 0+0             | -                  | -                  | -                  | -           | -           | -           | 37     | 1      |        |
| 2023-2024           | Aston Villa         | PL                  | 1          | 0          | FACup+CdL       | -               | -               | UECL               | -                  | -                  | -           | -           | -           | 1      | 0      |        |
| 2024-2025           | Aston Villa         | PL                  | 14         | 0          | FACup+CdL       | 2+1             | -               | UCL                | 4                  | 0                  | -           | -           | -           | 21     | 0      |        |
| Totale Aston Villa  | Totale Aston Villa  | Totale Aston Villa  | 164        | 8          |                 | 10              | 0               |                    | 4                  | 0                  |             | -           | -           | 182    | 8      |        |
| Totale carriera     | Totale carriera     | Totale carriera     | 248        | 9          |                 | 21              | 0               |                    | 4                  | 0                  |             | 2           | 0           | 275    | 9      |        |

### Cronologia presenze e reti in nazionale
| Cronologia completa delle presenze e delle reti in nazionale ― Inghilterra | Cronologia completa delle presenze e delle reti in nazionale ― Inghilterra | Cronologia completa delle presenze e delle reti in nazionale ― Inghilterra | Cronologia completa delle presenze e delle reti in nazionale ― Inghilterra | Cronologia completa delle presenze e delle reti in nazionale ― Inghilterra | Cronologia completa delle presenze e delle reti in nazionale ― Inghilterra | Cronologia completa delle presenze e delle reti in nazionale ― Inghilterra | Cronologia completa delle presenze e delle reti in nazionale ― Inghilterra |
| Data                                                                       | Città                                                                      | In casa                                                                    | Risultato                                                                  | Ospiti                                                                     | Competizione                                                               | Reti                                                                       | Note                                                                       |
| -------------------------------------------------------------------------- | -------------------------------------------------------------------------- | -------------------------------------------------------------------------- | -------------------------------------------------------------------------- | -------------------------------------------------------------------------- | -------------------------------------------------------------------------- | -------------------------------------------------------------------------- | -------------------------------------------------------------------------- |
| 14-10-2019                                                                 | Sofia                                                                      | Bulgaria                                                                   | 0 – 6                                                                      | Inghilterra                                                                | Qual. Euro 2020                                                            | -                                                                          |                                                                            |
| 17-11-2019                                                                 | Pristina                                                                   | Kosovo                                                                     | 0 – 4                                                                      | Inghilterra                                                                | Qual. Euro 2020                                                            | -                                                                          |                                                                            |
| 8-10-2020                                                                  | Londra                                                                     | Inghilterra                                                                | 3 – 0                                                                      | Galles                                                                     | Amichevole                                                                 | -                                                                          | 58’                                                                        |
| 14-10-2020                                                                 | Londra                                                                     | Inghilterra                                                                | 0 – 1                                                                      | Danimarca                                                                  | UEFA Nations League 2020-2021 - 1º turno                                   | -                                                                          | 36’                                                                        |
| 12-11-2020                                                                 | Londra                                                                     | Inghilterra                                                                | 3 – 0                                                                      | Irlanda                                                                    | Amichevole                                                                 | -                                                                          | 64’                                                                        |
| 15-11-2020                                                                 | Lovanio                                                                    | Belgio                                                                     | 2 – 0                                                                      | Inghilterra                                                                | UEFA Nations League 2020-2021 - 1º turno                                   | -                                                                          |                                                                            |
| 18-11-2020                                                                 | Londra                                                                     | Inghilterra                                                                | 4 – 0                                                                      | Islanda                                                                    | UEFA Nations League 2020-2021 - 1º turno                                   | -                                                                          | 64’                                                                        |
| 25-3-2021                                                                  | Londra                                                                     | Inghilterra                                                                | 5 – 0                                                                      | San Marino                                                                 | Qual. Mondiali 2022                                                        | -                                                                          | 46’ 90+2’                                                                  |
| 2-6-2021                                                                   | Middlesbrough                                                              | Inghilterra                                                                | 1 – 0                                                                      | Austria                                                                    | Amichevole                                                                 | -                                                                          | 62’                                                                        |
| 6-6-2021                                                                   | Middlesbrough                                                              | Inghilterra                                                                | 1 – 0                                                                      | Romania                                                                    | Amichevole                                                                 | -                                                                          |                                                                            |
| 13-6-2021                                                                  | Londra                                                                     | Inghilterra                                                                | 1 – 0                                                                      | Croazia                                                                    | Euro 2020 - 1º turno                                                       | -                                                                          |                                                                            |
| 18-6-2021                                                                  | Londra                                                                     | Inghilterra                                                                | 0 – 0                                                                      | Scozia                                                                     | Euro 2020 - 1º turno                                                       | -                                                                          |                                                                            |
| 22-6-2021                                                                  | Londra                                                                     | Rep. Ceca                                                                  | 0 – 1                                                                      | Inghilterra                                                                | Euro 2020 - 1º turno                                                       | -                                                                          | 79’                                                                        |
| 5-9-2021                                                                   | Londra                                                                     | Inghilterra                                                                | 4 – 0                                                                      | Andorra                                                                    | Qual. Mondiali 2022                                                        | -                                                                          | 82’                                                                        |
| 12-10-2021                                                                 | Londra                                                                     | Inghilterra                                                                | 1 – 1                                                                      | Ungheria                                                                   | Qual. Mondiali 2022                                                        | -                                                                          |                                                                            |
| 15-11-2021                                                                 | Serravalle                                                                 | San Marino                                                                 | 0 – 10                                                                     | Inghilterra                                                                | Qual. Mondiali 2022                                                        | 1                                                                          |                                                                            |
| 29-3-2022                                                                  | Londra                                                                     | Inghilterra                                                                | 3 – 0                                                                      | Costa d'Avorio                                                             | Amichevole                                                                 | 1                                                                          |                                                                            |
| 16-6-2023                                                                  | Ta' Qali                                                                   | Malta                                                                      | 0 – 4                                                                      | Inghilterra                                                                | Qual. Euro 2024                                                            | -                                                                          | 60’                                                                        |
| Totale                                                                     |                                                                            | Presenze                                                                   | 18                                                                         |                                                                            | Reti                                                                       | 2                                                                          |                                                                            |